# Virtual landscaping
Per virtual landscaping si intende la ricostruzione tridimensionale, generalmente per mezzo di software di matrice GIS e CAD, di ambiti territoriali più o meno estesi. Si tratta di ricostruzioni di territori storici antropizzati che abbiano avuto rilevanza da un punto di vista culturale. In genere il lavoro di ricostruzione si basa sui seguenti punti:
- ricostruzione tridimensionale della morfologia del territorio (da sviluppare con software tipo Gis, es. ArcGis)
- ricerca storica sulle caratteristiche di quel territorio (presenza umana, coltivazioni, presenza di foreste ecc.)
- ricostruzione degli elementi ricavati dalla ricerca storica tramite software di tipo cad (es. SketchUp)
- fare interagire i software utilizzati in un unico progetto (esempio riportare le ricostruzioni fatte in SketchUp in ArcGis)

Un esempio di ricostruzioni virtuali è la ricostruzione del paesaggio medioevale che avrebbe incontrato un pellegrino nel tratto di Via Francigena tra Monteriggioni e San Gimignano (L. Massi 2014)